# Juanulloa ochracea
Juanulloa ochracea là loài thực vật có hoa trong họ Cà. Loài này được Cuatrec. mô tả khoa học đầu tiên năm 1958.